# Sistem cristalin trigonal

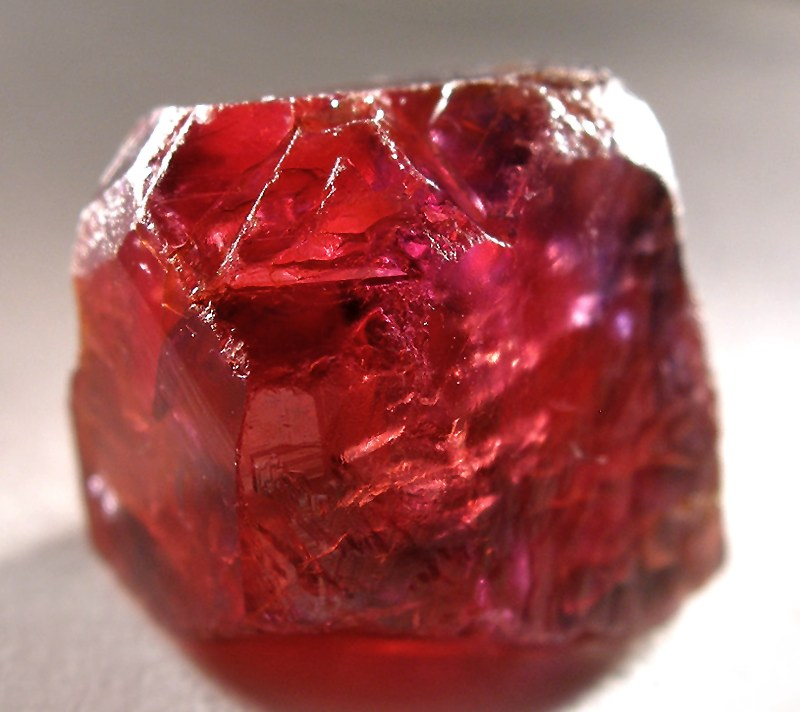
Un exemplu de mineral ce cristalizează în sistemul trigonal este corindonul

În cristalografie, sistemul cristalin trigonal (sau romboedric) este un sistem cristalin al cărui celulă elementară este formată din trei axe egal înclinate, dar nu perpendiculare, cu toate interceptele egale.

## Tipuri

### Rețele Bravais
| Rețea Bravais                        | Hexagonal                | Romboedric              |
| ------------------------------------ | ------------------------ | ----------------------- |
| Simbol Pearson                       | hP                       | hR                      |
| Celulă elementară de tip hexagonală  | Hexagonal, primitive     | Hexagonal, R-centered   |
| Celulă elementară de tip romboedrică | Rhombohedral, D-centered | Rhombohedral, primitive |

### Clase cristaline
Cristalele din sistemul tetragonal se clasifică în alte cinci clase cristaline:
- Piramidal
- Romboedric
- Piramidal-Ditrigonal
- Trapezoedric
- Scalenoedric-hexagonal

## Exemple
Minerale care cristalizează în sistemul trigonal sunt: rubinul, corindonul, turmalina, calcitul, etc.